# Unduk Ngadau
Unduk Ngadau (малайск.  Unduk Ngadau) — государственный женский конкурс красоты, проходивший в малайзийском городе Пенампанге, штат Сабах, являющийся финальным мероприятием фестиваля Кааматан. 
Победительница конкурса получает премию в 6000 малайзийских ринггитов, мобильный телефон, букет цветов, ювелирные украшения и тиару стоимостью 20 000 ринггитов

## 2014 год

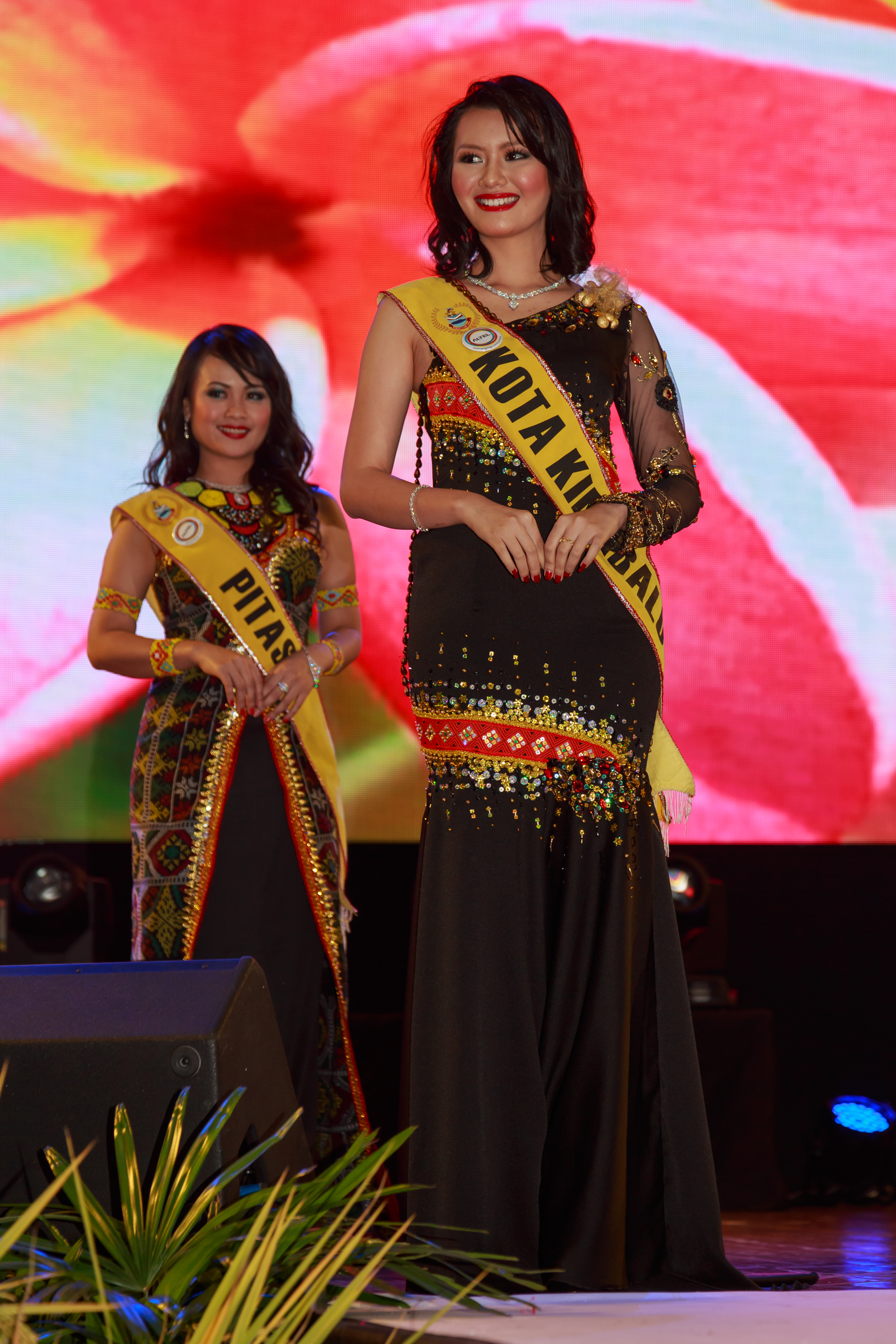
Шерил Линн Пинсиус, победительница

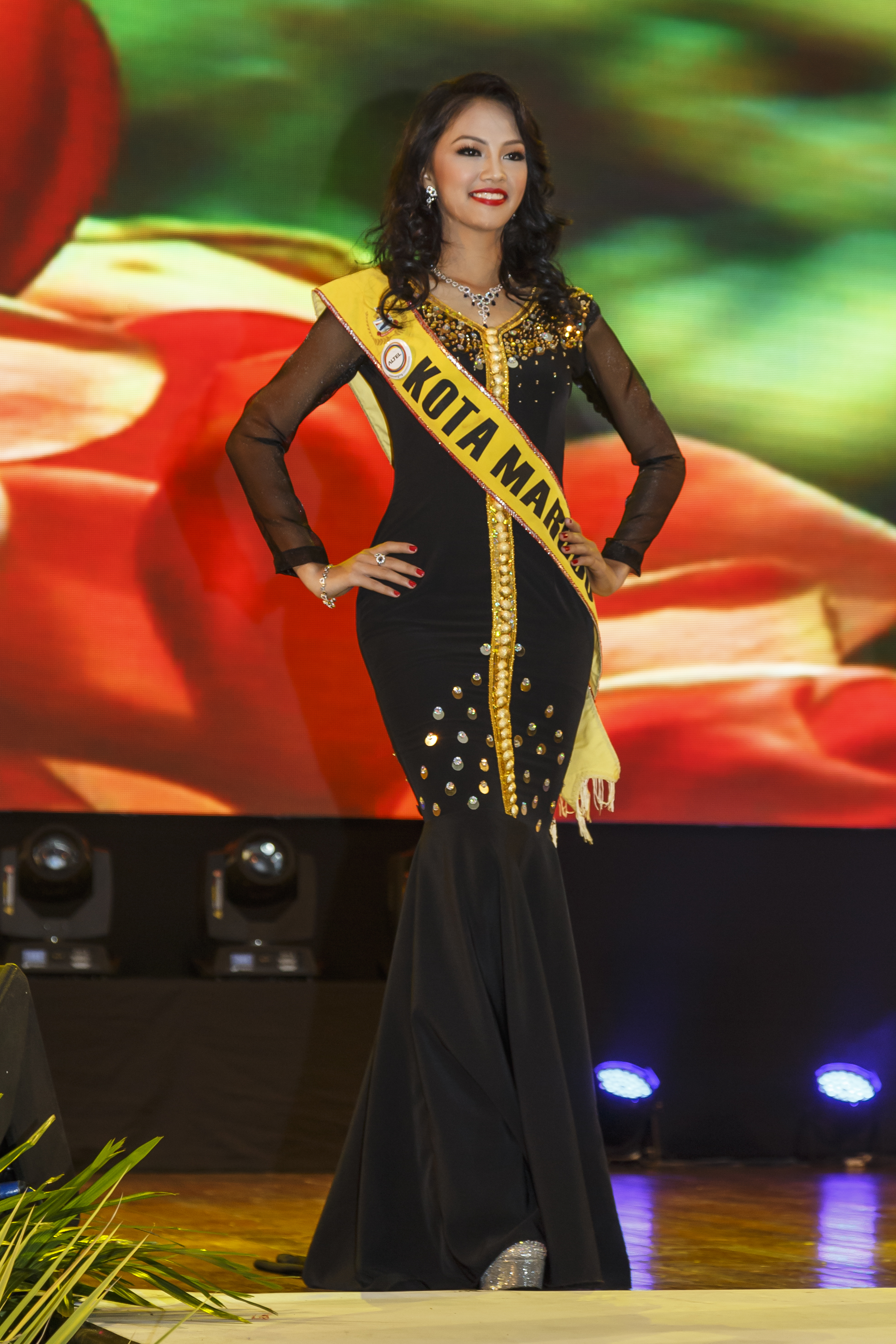
Скарлетт Меган, второе место

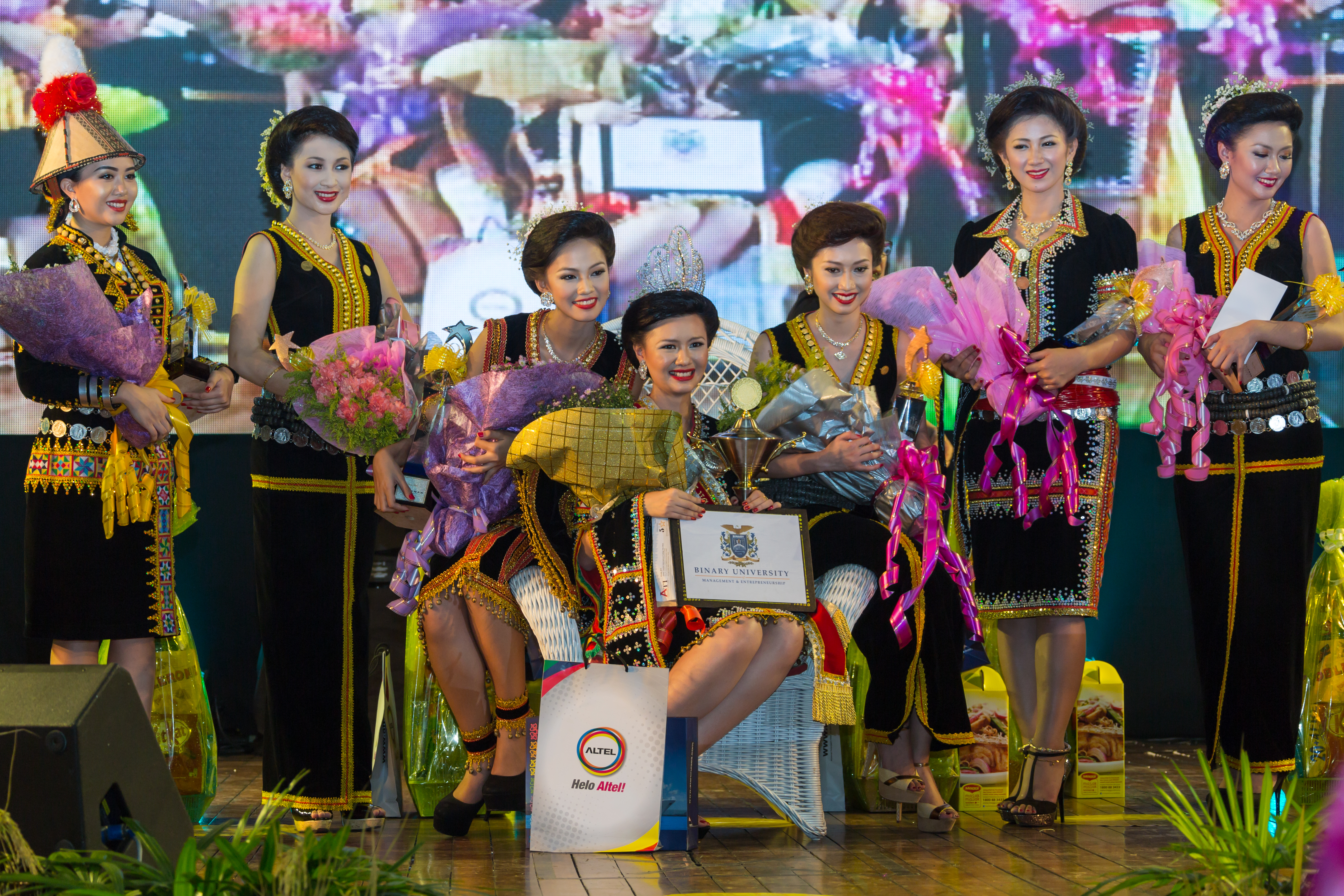
Семь финалисток конкурса

Победительница конкурса — Шерил Линн Пинсиус из Кота-Кинабалу.
| Победительницы            |                                        |
| ------------------------- | -------------------------------------- |
| Первое место              | Кота-Кинабалу — Шерил Линн Пинсиус     |
| Второе место              | Кота Маруду — Скарлетт Меган           |
| Третье место              | Джохор — Лизз Лорена Рейнер            |
| Четвёртое место           | Путатан — Саманта Шарон С. Э. Лауджанг |
| Пятое место               | Туаран — Хеми Манджади                 |
| Шестое место              | Папар — Дебби Колетт Кристофер         |
| Седьмое место             | Лембах Кланг — Мейлстелин Мэтью        |
| Мисс зрительских симпатий | Лахад Дату — Солиус Ингрид Ганкгангон  |

### Награды
| Награды                            |                                        |
| ---------------------------------- | -------------------------------------- |
| Самый креативный дизайн            | Инанам — Кристи Мэнсон                 |
| Тати Тосо (Miss Friendly)          | Пенампанг — Синтия Джозеф              |
| Тати Топиодо (Miss Natural Beauty) | Путатан — Саманта Шарон С. Э. Лауджанг |
| Мисс зрительских симпатий          |                                        |

## Примечание
1. ↑  Lajiun, Jenne (29 мая 2014). Unduk Ngadau bid an expensive affair [Unduk Ngadau menawarkan urusan yang mahal]. The Borneo Post (англ.). Архивировано 4 июня 2020. Дата обращения: 5 июня 2020. {{cite news}}: Указан более чем один параметр |archiveurl= and |archive-url= (справка)
2. ↑  Crown for Unduk Ngadau 2014 is worth RM20,000 [Mahkota untuk Unduk Ngadau 2014 bernilai RM20,000]. Daily Express (Malaysia) (англ.). 15 мая 2014. Архивировано 4 июня 2020. Дата обращения: 5 июня 2020. {{cite news}}: Указан более чем один параметр |archiveurl= and |archive-url= (справка)
3. ↑  Lee, Stephanie (3 июня 2014). Newly crowned Unduk Ngadau will continue studies at local college [Unduk Ngadau yang baru dimahkotakan akan melanjutkan pengajian di kolej tempatan]. The Star (Malaysia) (англ.). Архивировано 4 июня 2020. Дата обращения: 5 июня 2020. {{cite news}}: Указан более чем один параметр |archiveurl= and |archive-url= (справка)
4. ↑  KK's Cheryl is the Kaamatan Queen [Cheryl KK ialah Ratu Kaamatan]. Daily Express (Malaysia) (англ.). 1 июня 2014. Архивировано 4 июня 2020. Дата обращения: 5 июня 2020. {{cite news}}: Указан более чем один параметр |archiveurl= and |archive-url= (справка)